# Токарня (гмина)
Токарня (пол. Tokarnia) — сельская гмина (волость) в Польше, входит как административная единица в Мысленицкий повет, Малопольское воеводство. Население — 8029 человек (на 2004 год).

## Демография
| Перепись                       | Всего   | Всего | Женщины | Женщины | Мужчины | Мужчины |
| ------------------------------ | ------- | ----- | ------- | ------- | ------- | ------- |
| Единицы                        | человек | %     | человек | %       | человек | %       |
| Население                      | 8029    | 100   | 3900    | 48,6    | 4129    | 51,4    |
| Плотность населения (чел./км²) | 116,6   | 116,6 | 56,6    | 56,6    | 60      | 60      |

## Сельские округа
1. Богданувка
2. Скомельна-Чарна
3. Токарня
4. Венчурка
5. Завадка

## Соседние гмины
1. Гмина Будзув
2. Гмина Йорданув
3. Гмина Любень
4. Гмина Макув-Подхаляньски
5. Гмина Пцим